# Torneo di Wimbledon 2016 - Qualificazioni doppio maschile
Le qualificazioni del doppio maschile del Torneo di Wimbledon 2016 sono state un torneo di tennis preliminare per accedere alla fase finale della manifestazione. I vincitori dell'ultimo turno sono entrati di diritto nel tabellone principale. In caso di ritiro di uno o più giocatori aventi diritto a questi sono subentrati i lucky loser, ossia i giocatori che hanno perso nell'ultimo turno ma che avevano una classifica più alta rispetto agli altri partecipanti che avevano comunque perso nel turno finale.

## Teste di serie
1. James Cerretani /  Philipp Oswald (primo turno)
2. Gero Kretschmer /  Alexander Satschko (primo turno)
3. Rameez Junaid /  Austin Krajicek (ultimo turno)
4. Purav Raja /  Divij Sharan (primo turno)

1. Sander Arends /  Tristan-Samuel Weissborn (primo turno)
2. Sanchai Ratiwatana /  Sonchat Ratiwatana (ultimo turno, Lucky loser)
3. Bai Yan /  Dino Marcan (primo turno)
4. Frank Moser /  Franko Škugor (primo turno)

## Qualificati
1. Tristan Lamasine /  Quentin Halys
2. Konstantin Kravčuk /  Denys Molčanov

1. Marcelo Arévalo /  Roberto Maytín
2. Dustin Brown /  Jan-Lennard Struff

### Lucky loser
1. Sanchai Ratiwatana /  Sonchat Ratiwatana

## Tabellone qualificazioni

### Legenda
| - Q = Qualificato - WC = Wild card - LL = Lucky loser | - ALT = Alternate - SE = Special Exempt - PR = Protected Ranking | - w/o = Walkover - r = Ritirato - d = Squalificato |

### Sezione 1
|  | Primo turno | Primo turno                    | Primo turno | Primo turno | Primo turno |  |  | Ultimo turno | Ultimo turno                   | Ultimo turno | Ultimo turno | Ultimo turno |  |
|  |             |                                |             |             |             |  |  |              |                                |              |              |              |  |
|  | 1           | James Cerretani Philipp Oswald | 3           | 6           | 3           |  |  |              |                                |              |              |              |  |
|  |             | Quentin Halys Tristan Lamasine | 6           | 3           | 6           |  |  |              | Quentin Halys Tristan Lamasine | 2            | 6            | 6            |  |
|  | WC          | Edward Corrie Joe Salisbury    | 7           | 4           | 14          |  |  | WC           | Edward Corrie Joe Salisbury    | 6            | 2            | 3            |  |
|  | 8           | Frank Moser Franko Škugor      | 67          | 6           | 12          |  |  |              |                                |              |              |              |  |

### Sezione 2
|  | Primo turno | Primo turno                            | Primo turno                            | Primo turno | Primo turno |  |  | Ultimo turno                      | Ultimo turno                      | Ultimo turno                      | Ultimo turno | Ultimo turno |  |
|  |             |                                        |                                        |             |             |  |  |                                   |                                   |                                   |              |              |  |
|  | 2           | Gero Kretschmer Alexander Satschko     | 6                                      | 63          | 3           |  |  |                                   |                                   |                                   |              |              |  |
|  |             | Ariel Behar Philipp Marx               | 4                                      | 7           | 6           |  |  | Ariel Behar Philipp Marx          | Ariel Behar Philipp Marx          | Ariel Behar Philipp Marx          | 4            | 4            |  |
|  |             | Konstantin Kravčuk Denys Molčanov      | Konstantin Kravčuk Denys Molčanov      | 6           | 7           |  |  | Konstantin Kravčuk Denys Molčanov | Konstantin Kravčuk Denys Molčanov | Konstantin Kravčuk Denys Molčanov | 6            | 6            |  |
|  | 5           | Sander Arends Tristan-Samuel Weissborn | Sander Arends Tristan-Samuel Weissborn | 4           | 63          |  |  |                                   |                                   |                                   |              |              |  |

### Sezione 3
|  | Primo turno | Primo turno                    | Primo turno                    | Primo turno | Primo turno |  |  | Ultimo turno | Ultimo turno                   | Ultimo turno                   | Ultimo turno | Ultimo turno |  |
|  |             |                                |                                |             |             |  |  |              |                                |                                |              |              |  |
|  | 3           | Rameez Junaid Austin Krajicek  | 63                             | 7           | 18          |  |  |              |                                |                                |              |              |  |
|  |             | Antonio Šančić Igor Sijsling   | 7                              | 65          | 16          |  |  | 3            | Rameez Junaid Austin Krajicek  | Rameez Junaid Austin Krajicek  | 3            | 4            |  |
|  |             | Marcelo Arévalo Roberto Maytín | Marcelo Arévalo Roberto Maytín | 7           | 6           |  |  |              | Marcelo Arévalo Roberto Maytín | Marcelo Arévalo Roberto Maytín | 6            | 6            |  |
|  | 7           | Bai Yan Dino Marcan            | Bai Yan Dino Marcan            | 5           | 4           |  |  |              |                                |                                |              |              |  |

### Sezione 4
|  | Primo turno | Primo turno                           | Primo turno | Primo turno | Primo turno |  |  | Ultimo turno | Ultimo turno                          | Ultimo turno | Ultimo turno | Ultimo turno |  |
|  |             |                                       |             |             |             |  |  |              |                                       |              |              |              |  |
|  | 4           | Purav Raja Divij Sharan               | 7           | 4           | 6           |  |  |              |                                       |              |              |              |  |
|  |             | Dustin Brown Jan-Lennard Struff       | 65          | 6           | 8           |  |  |              | Dustin Brown Jan-Lennard Struff       | 6            | 3            | 15           |  |
|  | WC          | Liam Broady Darren Walsh              | 6           | 4           | 0           |  |  | 6            | Sanchai Ratiwatana Sonchat Ratiwatana | 4            | 6            | 13           |  |
|  | 6           | Sanchai Ratiwatana Sonchat Ratiwatana | 3           | 6           | 6           |  |  |              |                                       |              |              |              |  |